# 관 (동양사)

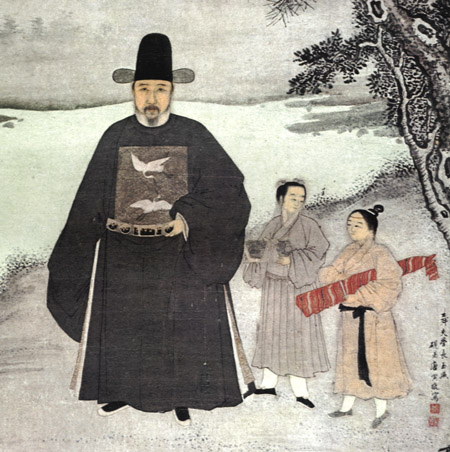
명나라의 관료 강소종. 단령 관복에 사모를 쓰고 흉배를 찬 전형적인 한족 관료의 모습을 보여준다.

관(중국어: 官, 병음: guān, 포르투갈어: mandarim)이란 전근대 중국, 한국, 베트남의 지배계급을 구성한 관료 겸 학자 집단이다. 대개 과거제를 통해 임용되었다. 이들에 비하여 하급 구실아치는 리(吏)라고 한다.

## 역사
중국은 주나라 때부터 관료제가 형성되어 관직의 개념이 존재했다. 하지만 고급관료는 대개 왕족의 친지 가운데 발탁되었다. 과거제를 통해 임용되는 사대부로 이루어진 중근세 동양의 전형적인 관부는 수당시대(605년)에야 완성되었고, 이후 1905년까지 1300년간 중국의 지배구조에는 큰 변화가 없었다.
베트남은 938년 박당강 전투로 대월이 중국으로부터 독립한 이후 중국식 관료제를 모방했고, 베트남국(1949년-1955년) 시절까지 전근대적 관의 지배가 유지되었다. 베트남의 과거제는 리 왕조의 인종이 1075년 도입했으며, 응우옌 왕조의 계정제 연간(1919년)까지 지속되었다.
한반도는 고려시대에 중국식 과거제를 받아들였고, 조선시대에는 교육 전반이 과거 합격이라는 목적에 지배되었고, 과거시험 준비기관으로서 향교, 서원, 성균관 같은 교육기관들이 마련되었다.

## 같이 보기
- 현령
- 양반